# توظيف خاص
التوظيف الخاص (بالإنجليزية: Private placement)‏ أو التوظيف غير العام، نوع من استثمارات الشركات المقدمة مباشرة إلى الاستثمارات المؤسسية (مثل صناديق التقاعد، صناديق الاستثمار، صناديق الأسهم، وما إلى ذلك). ويمكن لهذه الاستثمارات تكون في الديون أو الأسهم، أو مزيج من الاثنين معاً. إن صفقة الاستثمار الخاص في الأسهم العامة هي نوع واحد من الاكتتاب الخاص. كما أن اتفاقية توزيع أسهم الأسهم الاحتياطية (سيدا) هي أيضا شكل من أشكال الاكتتاب الخاص. فهي غالبا ما تكون مصدرا أرخص لرأس المال من الاكتتاب العام.